# Ma che scherziamo?
Ma che scherziamo? fu un varietà televisivo italiano andato in onda sulla Rete 2 della RAI in 6 puntate, dal 22 giugno al 27 luglio 1976. Era condotto da Gianni Agus e veniva trasmesso alle 20:45 del martedì.
Il conduttore era accompagnato da un gruppo di animatori, chiamati "compagnia stabile dello scherzo", composta da Lucio Flauto, Raffaele Pisu, Marianella Laszlo ed Elisabetta Viviani. In ogni puntata venivano eseguiti degli scherzi che coinvolgevano anche il pubblico in studio. Alcuni erano scherzi già noti, altri erano ideati dagli autori Marcello Marchesi e Gustavo Palazio. Ha costituito un prodromo del più moderno Scherzi a parte.
Al programma partecipò un ospite per serata: Corrado, Ave Ninchi, Paola Borboni, Pippo Baudo, Franco Franchi e Renzo Montagnani.